# Malgomaj postkontor
Malgomaj postkontor i byn Strömnäs, Lappland inrättades av Postverket i slutet på 1800-talet. Postanstalten ansvarade för postgången från byn Rönnäs, någon mil öster om Strömnäs, till gårdar väster om byn Klimpfjäll i den västligaste delen av nuvarande Vilhelmina kommun, nära norska gränsen. Det innebär ett avstånd på omkring 110 km, och det var väglöst land. Här fanns bara sjövägar och smala stigar.
Postmästaren på postanstalten var fram till 1930-talet Erik Nilsson. Förutom att han ansvarade för brevförsändelser och postsparbank var han även fjärdingsman, och som sådan hade han viss juridisk utbildning. Därför fick Nilsson hjälpa till vid försäljning av gårdar, bouppteckningar, brottsutredningar mm över hela detta distrikt utöver ansvaret att handha postgången. Erik Nilsson anställde en lantbrevbärare år 1896 som ett par gånger i veckan skulle transportera post längs med Ångermanälvens övre del: byarna vid Malgomaj, längs med Ångermanälven samt längs Kultsjön. I början av 1900-talet blev försändelserna så många och tunga att lantbrevbäraren sa upp sig. 
År 1911 anställde Erik Nilsson därför den legendariske Herbert Leonard Abrahamsson, kallad Stor-Herbert. Denne fick först ro längs med Malgomaj 55 kilometer för att lämna post i byarna Rönnäs, Strömnäs, Lövnäs, Skönvik och Stalon. Sedan fick han färdas längs Ångermanälven, kraftiga stigningar ett par mil via byarna Handsktummen, Hällfors och Bångnäs, för att slutligen komma fram till Kultsjön. Där vidtog 35 km rodd via byarna Saxnäs, Stornäs och Lövberg för att slutligen hamna i Klimpfjäll. Vintertid kunde han köra med häst en del av vägen. Genom att allt fler köpte via postorder blev bördorna allt tyngre. Herbert fick bland annat frakta järnspisar och båtmotorer. Den tyngsta bördan han bar på ryggen var 150 kg. Allt skickades med lantbrevbäraren, även kistor med lik. Lantbrevbäraren fick även tjänstgöra som ambulans, och Herbert hade byggt en special-mes för att kunna bära sjuka och skadade.
Småningom kom landsvägen till Strömnäs, år 1926. År 1937 nådde vägen Saxnäs, och några år senare Klimpfjäll. Postens diligenstrafik tog efterhand över distributionen från lantbrevbärarna. En ny postanstalt - Marsfjäll - kom på 1930-talet till Saxnäs. Malgomaj poststation fortsatte att ta hand om byarna längs Malgomaj fram till dess att stationen lade ner i början av 2000-talet.